# Du Collège (metrostation)
Du Collège is een metrostation in het stadsdeel Saint-Laurent van de Canadese stad Montréal. Het station werd geopend op 9 januari 1984 en wordt bediend door de oranje lijn van de metro van Montréal.